# Willow Smith
Willow Camille Reign Smith (Los Angeles, 31 oktober 2000) is een Amerikaanse actrice en zangeres.

## Carrière
Ze maakte haar acteerdebuut in 2007 in de film I Am Legend en speelde in Kit Kittredge: An American Girl naast Abigail Breslin. Ze kreeg een Young Artist Award voor haar prestaties.
Naast acteren is ze begonnen met een muzikale carrière in het najaar van 2010 met haar single "Whip My Hair" en ze ondertekende een platencontract bij Jay-Z' Roc Nation als jongste soloartiest bij het label ooit. De single kwam op nummer 11 in de Billboard Hot 100. Haar tweede single was "21st Century Girl". Haar derde single was een samenwerking met de rapster Nicki Minaj, genaamd "FireBall". Later zal er nog een album volgen.

## Privéleven
Ze is de dochter van muzikant en acteur Will Smith en actrice Jada Pinkett Smith. Haar oudere broers, Jaden Smith en Trey Smith, zijn ook acteurs. Haar ouders zijn groot liefhebbers van de cultseries Buffy the Vampire Slayer en Angel en hebben hun dochter naar het personage Willow Rosenberg vernoemd.

## Discografie

### Albums
- Ardipithecus (2015)
- The 1st (2017)
- Willow (2019)
- The Anxiety (2020)

### Singles
| Single met eventuele hitnotering(en) in de Nederlandse Top 40 | Datum van verschijnen | Datum van binnenkomst | Hoogste positie | Aantal weken | Opmerkingen                 |
| ------------------------------------------------------------- | --------------------- | --------------------- | --------------- | ------------ | --------------------------- |
| Whip My Hair                                                  | 15-11-2010            | 18-12-2010            | tip6            | -            | Nr. 83 in de Single Top 100 |
| Emo girl                                                      | 2022                  | 19-02-2022            | 38              | 3            | met Machine Gun Kelly       |

| Single met hitnotering(en) in de Vlaamse Ultratop 50 | Datum van verschijnen | Datum van binnenkomst | Hoogste positie | Aantal weken | Opmerkingen           |
| ---------------------------------------------------- | --------------------- | --------------------- | --------------- | ------------ | --------------------- |
| Whip My Hair                                         | 2010                  | 04-12-2010            | 28              | 3            |                       |
| 21st Century Girl                                    | 07-03-2011            | 26-03-2011            | tip12           | -            |                       |
| Fireball                                             | 12-12-2011            | 31-12-2011            | tip58           | -            | met Nicki Minaj       |
| I Am Me                                              | 2012                  | 2012                  | -               | -            |                       |
| Why Don't You Cry                                    | 2015                  | 2015                  | -               | -            |                       |
| Emo girl                                             | 2022                  | 05-03-2022            | 49              | 1            | met Machine Gun Kelly |

## Prijzen en nominaties
| Jaar | Prijs                   | Categorie                                                  | Genomineerd voor                | Resultaat                         |
| ---- | ----------------------- | ---------------------------------------------------------- | ------------------------------- | --------------------------------- |
| 2008 | Young Artist Award      | Beste optreden in een film (jonge actrice onder tien jaar) | I Am Legend                     | Genomineerd                       |
| 2009 | Young Artist Award      | Beste optreden in een film (jonge cast)                    | Kit Kittredge: An American Girl | Gewonnen                          |
| 2010 | Annie Award             | Stemrol in een televisieproductie                          | Merry Madagascar                | Genomineerd                       |
| 2011 | VirtuaMagazine Awards   | Beste nieuwe artiest                                       |                                 | Gewonnen                          |
| 2011 | NAACP Image Award       | Buitengewone nieuwe artiest                                |                                 | Gewonnen                          |
| 2011 | NAACP Image Award       | Buitengewone muziekvideo                                   | Whip My Hair                    | Genomineerd                       |
| 2011 | O Music Awards          | Meest virale video                                         | Whip My Hair                    | Gewonnen                          |
| 2011 | BET Awards              | Video van het jaar                                         | Whip My Hair                    | Genomineerd                       |
| 2011 | BET Awards              | Beste nieuwe artiest                                       | Whip My Hair                    | Genomineerd                       |
| 2011 | BET Awards              | YoungStar Award                                            | Whip My Hair                    | Gewonnen (gelijk met Jaden Smith) |
| 2012 | BET Awards              | YoungStar Award                                            |                                 | Genomineerd                       |
| 2012 | MP3 Music Award         | Fireball (met Nicki Minaj)                                 | The BTM Award                   | Genomineerd                       |
| 2013 | MP3 Music Award         | I Am Me                                                    | The BTM Award                   | Gewonnen                          |
| 2014 | VEVOCertifiedAwards     | 100.000.000 views                                          | Whip My Hair                    | Gewonnen                          |
| 2016 | The 2016 Fashion Awards | Nieuw mode-icoon                                           |                                 | Gewonnen (gelijk met Jaden Smith) |

- International Standard Name Identifier: 0000 0001 1484 013X
- Library of Congress Control Number: no2011023000
- MusicBrainz: 6bbfc71b-5f18-4e61-82fb-bee0c2a6b5f9
- Virtual International Authority File: 167434977
- WorldCat: E39PBJqVT8xb4vvhgK4X7GWqwC